# Atto processuale civile
Gli atti processuali nel diritto processuale civile sono disciplinati dal titolo VI c.p.c. del I libro. Sono atti che, concatenati in un certo ordine tra loro, costituiscono la spina dorsale del processo civile e formano quello che viene chiamando procedimento civile. L'atto finale è il provvedimento.

## Formalità
La forma degli atti, è interamente disciplinata dal cpc.
Gli atti che non rispettano i requisiti previsti dal cpc sono nulli, e possono causare l'arresto del processo civile.
Atto processuale è ogni attività che ha una immediata e diretta incidenza nell'instaurazione del processo e nel suo svolgimento fino al risultato finale